# في أش أس كحلوشة (فلم)
VHS كحلوشة شريط وثائقي تونسي من إخراج نجيب بالقاضي عام 2006.

## قصة الفيلم
المنصف كحلوشة عامل دهانة المباني وهاوي سينما، يكتب ويخرج ويتقمٌص أدوار البطولة في أفلامه. في VHS كحلوشة نتابع المنصف كحلوشة خلال تصوير أحدث أفلامه طرزان العرب وحياة الحيٌ الشعبي الكأزمات بسوسة الذي يقطن به. يسلٌط نجيب بالقاضي الضوء على المشاكل الاجتماعيٌة والاقتصاديٌة لأبناء هذا الحيٌ وطريقتهم في الهروب من هذا الواقع الأليم عبر أفلام المنصف كحلوشة.

## الأدوار
- المنصف كحلوشة
- الأسعد الروج
- صالح شم وطيٌش
- خالتي منى
- مراد فخرة
- حنان لبن

## المهرجانات والجوائز
- جانفي 2007 مهرجان الفيلم بساندانس (الولايات المتّحدة الأمركية)
- ديسمبر 2006 مهرجان دبي (الإمارات) جائزة المهر الذهبي
- ديسمبر 2006 المهرجان الدولي للفيلم الوثائقي بمرسيليا (فرنسا)
- نوفمبر 2006 أيام قرطاج السينمائية (تونس)
- ماي 2006 مهرجان كان الدولي (فرنسا)
- أفريل 2006 اللقاءات الدولية للفلم الوثائقي بتونس (تونس)

## وصلات خارجية
- مقالات تستعمل روابط فنية بلا صلة مع ويكي بيانات

1. ↑  "معلومات عن في أش أس كحلوشة (فيلم) على موقع africultures.com". africultures.com. مؤرشف من الأصل في 2019-12-11.
2. ↑  "معلومات عن في أش أس كحلوشة (فيلم) على موقع netflix.com". netflix.com. مؤرشف من الأصل في 2019-12-17.
3. ↑  "معلومات عن في أش أس كحلوشة (فيلم) على موقع allocine.fr". allocine.fr. مؤرشف من الأصل في 2018-11-08.